# Zaußwitz
Zaußwitz ist ein Ortsteil der Gemeinde Liebschützberg im Landkreis Nordsachsen in Sachsen.

## Geografie und Verkehrsanbindung
Der Ort liegt nordöstlich von Oschatz und südwestlich von Strehla. Durch den Ort fließt der Zaußewitzer Bach und östlich die Elbe. Östlich des Ortes verläuft die S 31, südlich die B 6 und östlich die B 182.

## Kulturdenkmale
In der Liste der Kulturdenkmale in Liebschützberg sind für Zaußwitz vier Kulturdenkmale aufgeführt.